# Carlos Ramírez Rozo
Abel (San Cristóbal del Táchira, Venezuela, 22 de octubre de 1996) es un futbolista venezolano nacionalizado colombiano. Juega de delantero y actualmente milita en Patriotas Boyacá de la Categoría Primera A colombiana.

## Trayectoria
Carlos Ramírez Rozo nació en San Cristóbal del Táchira, Venezuela, deportivamente se formó en Bogotá, Colombia en las Fuerzas Básicas de La Equidad.
Profesionalmente debutó con el equipo cotense de Fortaleza en el año 2017, al siguiente año ficha con el Cúcuta Deportivo consiguiendo el ascenso con el club motilón.

## Clubes
| Club             | País     | Año         |
| ---------------- | -------- | ----------- |
| Fortaleza CEIF   | Colombia | 2017        |
| Cúcuta Deportivo | Colombia | 2018        |
| Valledupar F. C. | Colombia | 2019        |
| Patriotas Boyacá | Colombia | 2020 - 2020 |
| Broń Radom       | Polonia  | 2022        |

## Estadísticas
| Club                              | Div.          | Temporada     | Liga  | Liga  | Copa Nacional | Copa Nacional | Copa Internacional | Copa Internacional | Total | Total |
| Club                              | Div.          | Temporada     | Part. | Goles | Part.         | Goles         | Part.              | Goles              | Part. | Goles |
| --------------------------------- | ------------- | ------------- | ----- | ----- | ------------- | ------------- | ------------------ | ------------------ | ----- | ----- |
| Fortaleza CEIF · Colombia         | 2.ª           | 2017          | 27    | 3     | 1             | 0             | —                  | —                  | 28    | 3     |
| Fortaleza CEIF · Colombia         | Total club    | Total club    | 27    | 3     | 1             | 0             | 0                  | 0                  | 28    | 3     |
| Cúcuta Deportivo · Colombia       | 2.ª           | 2018          | 12    | 2     | 1             | 0             | —                  | —                  | 13    | 2     |
| Cúcuta Deportivo · Colombia       | Total club    | Total club    | 12    | 2     | 1             | 0             | 0                  | 0                  | 13    | 2     |
| Valledupar Fútbol Club · Colombia | 2.ª           | 2019          | 15    | 1     | 4             | 3             | —                  | —                  | 19    | 4     |
| Valledupar Fútbol Club · Colombia | Total club    | Total club    | 15    | 1     | 4             | 3             | 0                  | 0                  | 19    | 4     |
| Patriotas Boyacá · Colombia       | 1.ª           | 2020          | 13    | 2     | 2             | 1             | —                  | —                  | 15    | 3     |
| Patriotas Boyacá · Colombia       | Total club    | Total club    | 13    | 2     | 2             | 1             | 0                  | 0                  | 15    | 3     |
| Total carrera                     | Total carrera | Total carrera | 67    | 8     | 8             | 4             | 0                  | 0                  | 75    | 12    |

## Palmarés

### Campeonatos nacionales
| Título    | Club             | País     | Año  |
| --------- | ---------------- | -------- | ---- |
| Primera B | Cúcuta Deportivo | Colombia | 2018 |